# Vitaliano VIII Borromeo
Vitaliano VIII Borromeo Arese, X marchese di Angera (Milano, 12 novembre 1792 – Milano, 26 febbraio 1874), è stato un nobile e naturalista italiano.

## Biografia

### Infanzia

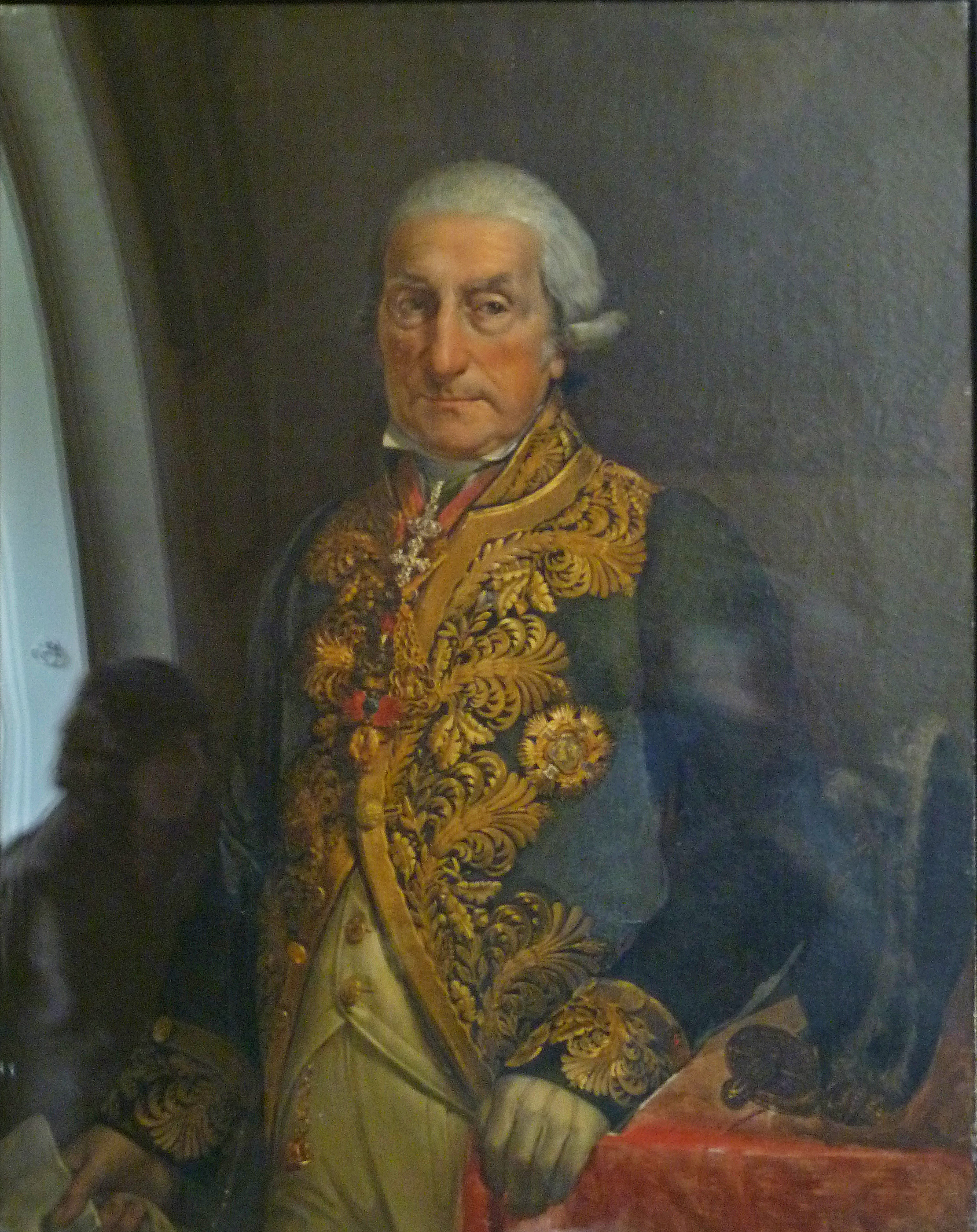
Giberto V Borromeo Arese ritratto da Giuseppe Molteni nel XIX secolo. Oggi questo dipinto è conservato nel Palazzo Borromeo, Isola Bella

Vitaliano Borromeo era figlio del conte Giberto Borromeo e di sua moglie, Maria Elisabetta Cusani, figlia a sua volta di Ferdinando Cusani e di sua moglie, Claudia Litta Visconti Arese.

### Vita a Parigi
Membro dell'alta nobiltà milanese, trascorse parte della propria giovinezza a Parigi insieme al padre che li si era recato dapprima per protesta ai sentimenti repubblicani divampati a Milano dopo l'ingresso del Bonaparte in Lombardia nel 1796 e poi si era trasferito definitivamente, prendendo parte al battesimo del figlio di Napoleone nel 1811. Pur non interessandosi ancora di politica, il giovane Vitaliano iniziò a coltivare amicizie che in seguito si riveleranno preziose come quelle con Alessandro Manzoni e Tommaso Grossi, interessandosi parallelamente alla mineralogia (acquistò l'intera collezione del museo mineralogico del Breislak).

### Matrimonio
Vitaliano Borromeo sposò la marchesa Maria D'Adda.

### Carriera

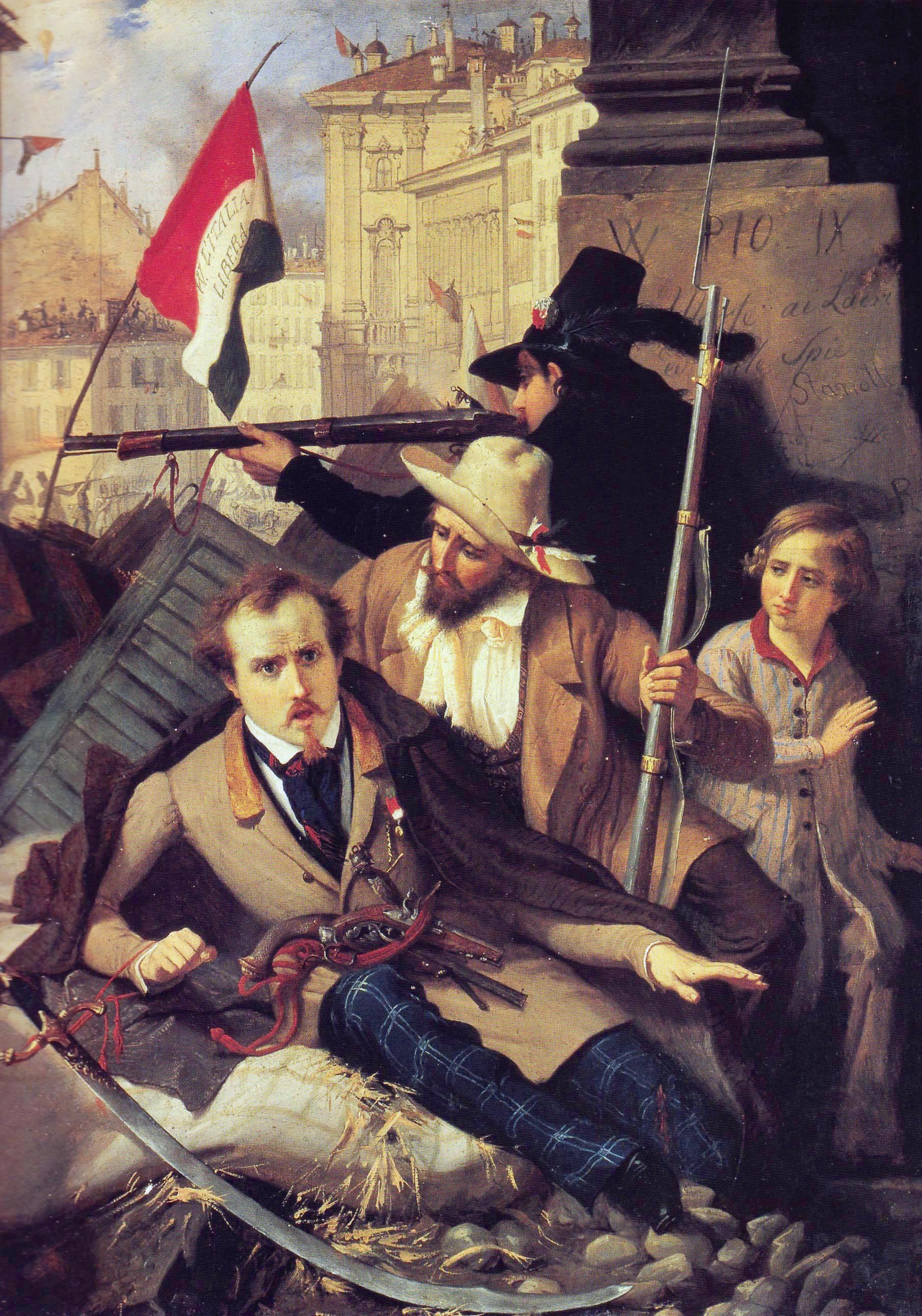
Rappresentazione di un episodio delle Cinque giornate di Milano (18-22 marzo 1848) su un dipinto di Baldassare Verazzi

Divenne membro dell'Istituto lombardo di scienze e lettere di Milano dal 4 giugno 1840, nonché presidente del congresso nazionale scientifico riunitosi a Milano nel 1844, interessandosi di agricoltura e dando un contributo decisivo allo sviluppo della stessa in tutta la Lombardia nella prima metà dell'Ottocento, tenendo convegni sul tema. Nel 1848 venne chiamato a far parte del Governo provvisorio di Milano e divenne vicegovernatore della capitale, ma con la fine delle Cinque giornate di Milano e dei moti ad essi connessi venne costretto a fuggire in Piemonte, riparando al seguito dell'Armata sarda.
Trasferitosi a Torino, divenne socio corrispondente dell'Accademia d'agricoltura di Torino (14 marzo 1855) così come della Società di agricoltura, industria e commercio sempre di Torino (23 maggio 1865). Nel frattempo, nel 1853 venne eletto senatore al Senato piemontese e, dopo la liberazione del 1859 e la Seconda guerra d'indipendenza italiana, fece ritorno a Milano, riprendendo tutti i possedimenti della sua famiglia. Nel 1870 divenne socio della Società geografica italiana.

### Morte
Morì nella Milano dove era nato, le prime ore del giorno 26 febbraio 1874.

## Discendenza
Vitaliano Borromeo e la marchesa Maria D'Adda ebbero i seguenti figli:
- Giberto, sposò in prime nozze donna Livia Litta Arese Visconti ed alla morte di questa si risposò con Laura Durazzo Grimaldi; ebbe discendenza
- Ersilia (morta infante)
- Guido, senatore del regno (1818-1890)
- Emanuele, senatore del regno (1821-1906)
- Edoardo, cardinale (1822-1881)
- Ersilia, sposò il marchese Carlo del Carretto di Moncrivello
- Emilio, sposò sua nipote donna Elisabetta Borromeo Arese; ebbe discendenza
- Cristina
- Adele, sposò il conte Luigi Zerbino

## Ascendenza
|                                            |                                         |                                                            | Genitori                                                     |  |  | Nonni |  |  | Bisnonni                          |  |  | Trisnonni            |  |
|                                            |                                         |                                                            |                                                              |  |  |       |  |  | Giovanni Benedetto Borromeo Arese |  |  | Carlo Borromeo Arese |  |
|                                            |                                         |                                                            |                                                              |  |  |       |  |  | Giovanni Benedetto Borromeo Arese |  |  | Carlo Borromeo Arese |  |
|                                            |                                         | Giovanna Odescalchi                                        |                                                              |  |  |       |  |  | Giovanni Benedetto Borromeo Arese |  |  |                      |  |
| Renato III Borromeo Arese                  |                                         |                                                            |                                                              |  |  |       |  |  | Giovanni Benedetto Borromeo Arese |  |  |                      |  |
|                                            |                                         | Clelia Grillo                                              | Marcantonio I Grillo                                         |  |  |       |  |  |                                   |  |  |                      |  |
|                                            |                                         | Clelia Grillo                                              | Marcantonio I Grillo                                         |  |  |       |  |  |                                   |  |  |                      |  |
|                                            |                                         | Clelia Grillo                                              | Maria Antonia Imperiali                                      |  |  |       |  |  |                                   |  |  |                      |  |
| Giberto V Borromeo Arese                   |                                         | Clelia Grillo                                              |                                                              |  |  |       |  |  |                                   |  |  |                      |  |
|                                            |                                         | Baldassarre Erba Odescalchi                                | Antonio Maria Erba                                           |  |  |       |  |  |                                   |  |  |                      |  |
|                                            |                                         | Baldassarre Erba Odescalchi                                | Antonio Maria Erba                                           |  |  |       |  |  |                                   |  |  |                      |  |
|                                            |                                         | Baldassarre Erba Odescalchi                                | Teresa Turconi                                               |  |  |       |  |  |                                   |  |  |                      |  |
| Marianna Erba Odescalchi                   |                                         | Baldassarre Erba Odescalchi                                |                                                              |  |  |       |  |  |                                   |  |  |                      |  |
|                                            |                                         | Maria Maddalena Borghese                                   | Marcantonio III Borghese, III principe di Sulmona            |  |  |       |  |  |                                   |  |  |                      |  |
|                                            |                                         | Maria Maddalena Borghese                                   | Marcantonio III Borghese, III principe di Sulmona            |  |  |       |  |  |                                   |  |  |                      |  |
|                                            |                                         | Maria Maddalena Borghese                                   | Livia Spinola                                                |  |  |       |  |  |                                   |  |  |                      |  |
| Vitaliano VIII Borromeo Arese              |                                         | Maria Maddalena Borghese                                   |                                                              |  |  |       |  |  |                                   |  |  |                      |  |
|                                            | Girolamo Cusani, V marchese di Chignolo | Luigi Cusani, IV marchese di Chignolo                      |                                                              |  |  |       |  |  |                                   |  |  |                      |  |
|                                            | Girolamo Cusani, V marchese di Chignolo | Luigi Cusani, IV marchese di Chignolo                      |                                                              |  |  |       |  |  |                                   |  |  |                      |  |
|                                            | Girolamo Cusani, V marchese di Chignolo | Isabella Besozzi                                           |                                                              |  |  |       |  |  |                                   |  |  |                      |  |
| Ferdinando Cusani, VI marchese di Chignolo | Girolamo Cusani, V marchese di Chignolo |                                                            |                                                              |  |  |       |  |  |                                   |  |  |                      |  |
|                                            |                                         | Giuseppina de Silva                                        | José de Silva                                                |  |  |       |  |  |                                   |  |  |                      |  |
|                                            |                                         | Giuseppina de Silva                                        | José de Silva                                                |  |  |       |  |  |                                   |  |  |                      |  |
|                                            |                                         | Giuseppina de Silva                                        | Marcela d'Alagon                                             |  |  |       |  |  |                                   |  |  |                      |  |
| Maria Elisabetta Cusani                    |                                         | Giuseppina de Silva                                        |                                                              |  |  |       |  |  |                                   |  |  |                      |  |
|                                            |                                         | Pompeo Giulio Litta Visconti Arese, VI marchese di Gambolò | Antonio Litta, V marchese di Gambolò                         |  |  |       |  |  |                                   |  |  |                      |  |
|                                            |                                         | Pompeo Giulio Litta Visconti Arese, VI marchese di Gambolò | Antonio Litta, V marchese di Gambolò                         |  |  |       |  |  |                                   |  |  |                      |  |
|                                            |                                         | Pompeo Giulio Litta Visconti Arese, VI marchese di Gambolò | Paola Visconti Borromeo Arese                                |  |  |       |  |  |                                   |  |  |                      |  |
| Claudia Litta Visconti Arese               |                                         | Pompeo Giulio Litta Visconti Arese, VI marchese di Gambolò |                                                              |  |  |       |  |  |                                   |  |  |                      |  |
|                                            |                                         | Maria Elisabetta Visconti Borromeo Arese                   | Giulio Visconti Borromeo Arese, conte della pieve di Brebbia |  |  |       |  |  |                                   |  |  |                      |  |
|                                            |                                         | Maria Elisabetta Visconti Borromeo Arese                   | Giulio Visconti Borromeo Arese, conte della pieve di Brebbia |  |  |       |  |  |                                   |  |  |                      |  |
|                                            |                                         | Maria Elisabetta Visconti Borromeo Arese                   | Teresa Cusani Visconti                                       |  |  |       |  |  |                                   |  |  |                      |  |
|                                            |                                         | Maria Elisabetta Visconti Borromeo Arese                   |                                                              |  |  |       |  |  |                                   |  |  |                      |  |

## Titoli
Il conte si poteva fregiare dei titoli di Grande di Spagna di prima classe, Ciambellano e Consigliere intimo di Sua Maestà Imperiale Reale Apostolica (S.M.I.R.A.), Gran dignitario del Regno lombardo-veneto, Membro onorario dell'Imperial Regio Istituto lombardo.